# Pfarrkirche Unteramlach

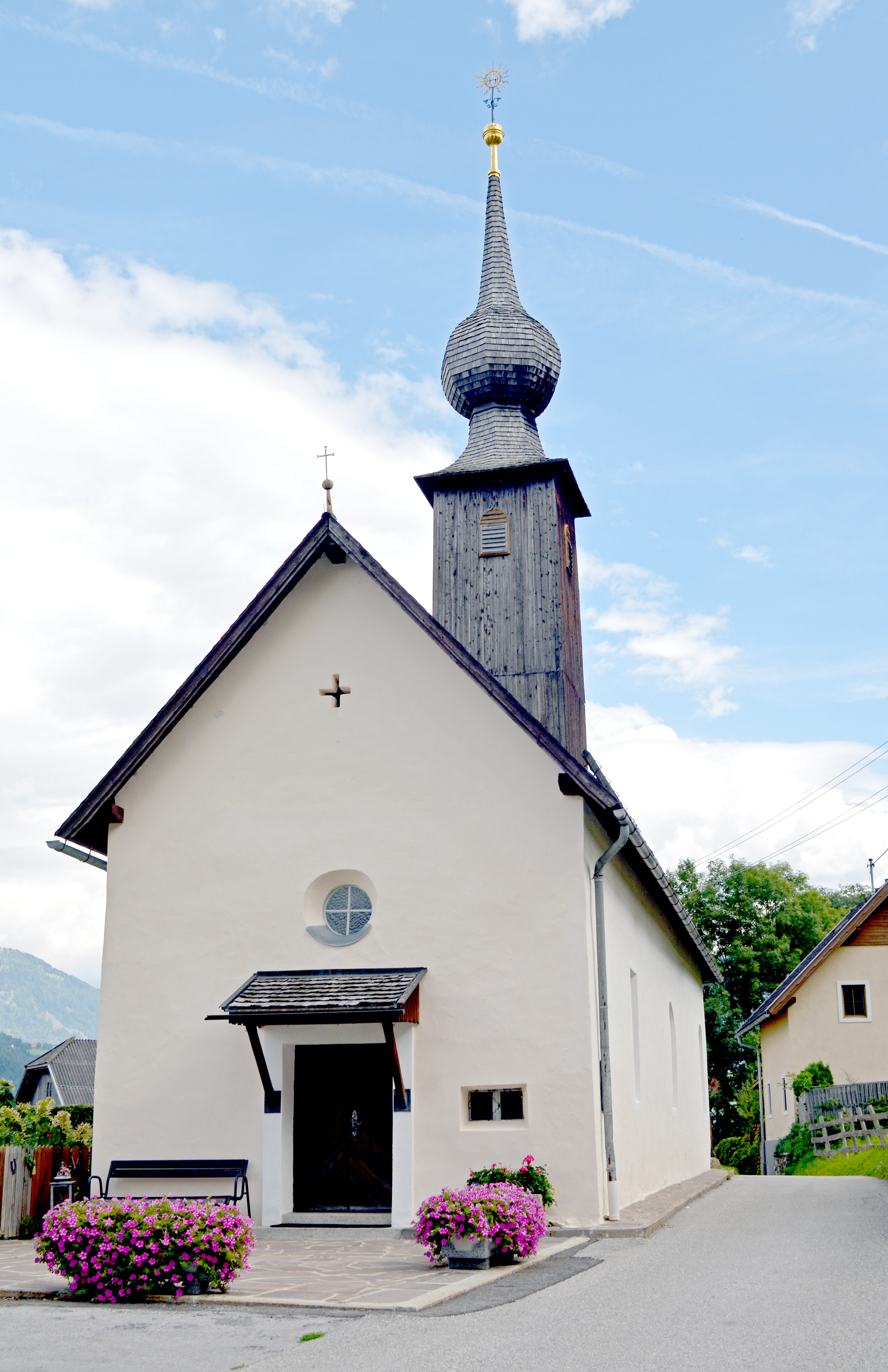
Katholische Pfarrkirche hl. Markus in Unteramlach

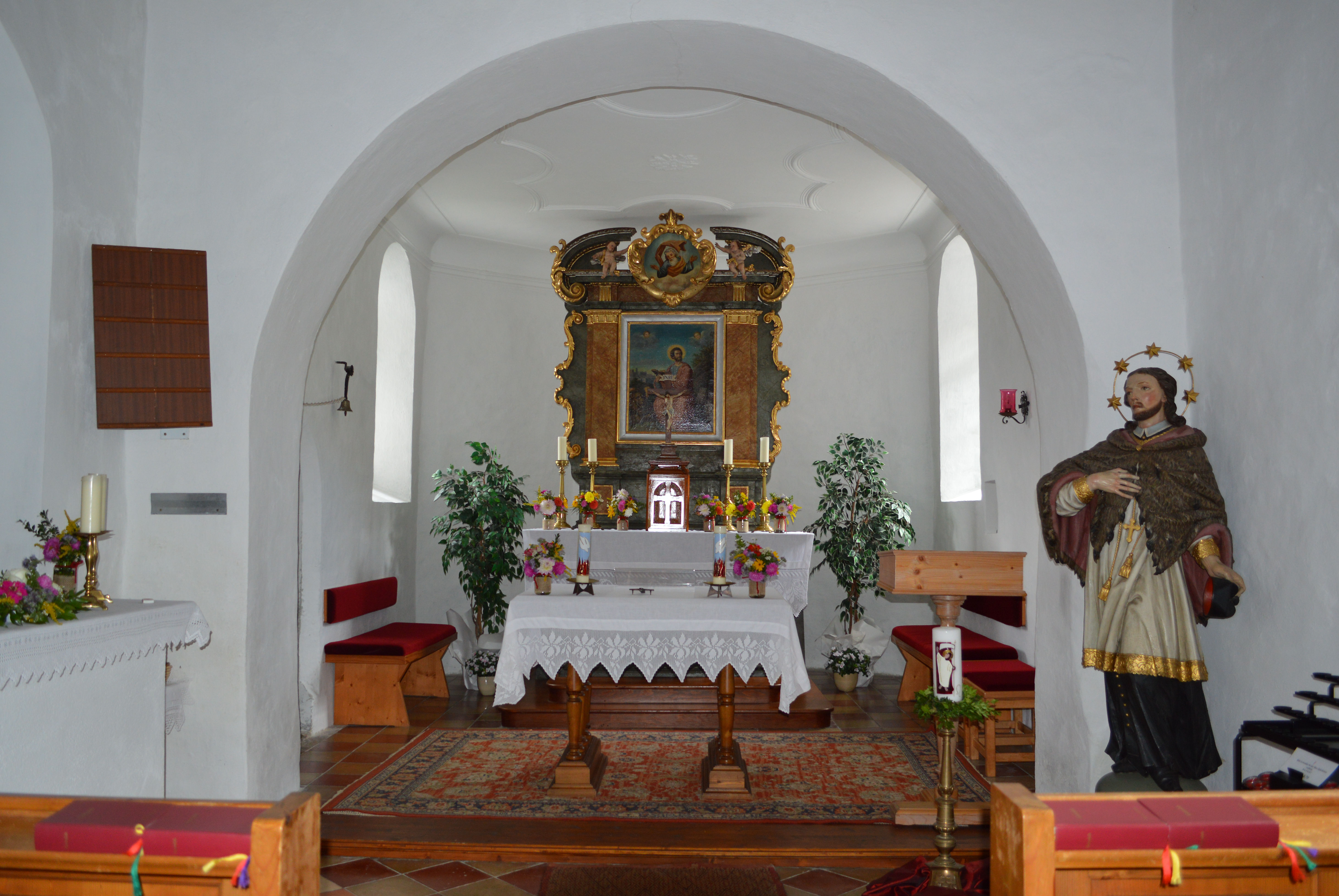
Im Langhaus zum Chor

Die Pfarrkirche Unteramlach steht im Ort Unteramlach in der Stadtgemeinde Spittal an der Drau in Kärnten. Die auf den heiligen Markus geweihte römisch-katholische Pfarrkirche gehört zum Dekanat Spittal an der Drau der Diözese Gurk-Klagenfurt.  Die Kirche steht unter Denkmalschutz (Listeneintrag).

## Architektur
Die Kirche ist ein niedriger, einschiffiger, ursprünglich spätgotischer Bau mit einem polygonal geschlossenen Chor. 1756 wurde sie renoviert. Über dem östlichen Ende des Langhauses sitzt ein hölzerner Dachreiter mit einem Zwiebelhelm.
Die Flachdecke des Chores stammt von dem Umbau im 18. Jahrhundert, die Decke des Langhauses wurde später erneuert. An der Nordseite des Chores führt eine spätgotische, eisenbeschlagene Türe in einem abgerundeten und profilierten Steingewände in die Sakristei.

## Einrichtung
Der Hochaltar entstand um 1720 und zeigt im Mittelbild aus dem 19. Jahrhundert den heiligen Markus. Im Aufsatzbild ist Gottvater dargestellt.
Zur weiteren Ausstattung der Kirche zählen eine um 1730 gefertigte, lebensgroße Skulptur des heiligen Johannes Nepomuk, barocke Halbfigurenbilder der Evangelisten und eine dreifigurige, geschnitzte, neugotische Kreuzigungsgruppe aus dem 19. Jahrhundert.
Eine Glocke ist aus der ersten Hälfte des 15. Jahrhunderts.